# Суперкубок Індії з футболу (1997-2011)
Суперкубок Індії з футболу — колишній одноматчевий турнір, у якому грали володар кубка Федерації і чемпіон Індії (Національна футбольна ліга або І-Ліга) попереднього сезону. У випадку, якщо кубок і чемпіонат виграла одна команда, то в суперкубку грали перша і друга команди чемпіонату. Цей матч, як правило, проводився перед початком нового футбольного сезону в Індії. Турнір організовувався Всеіндійською футбольною федерацією.

## Розіграші
| Рік     | Переможець           | Рахунок              | Фіналіст             |
| ------- | -------------------- | -------------------- | -------------------- |
| 1997    | Іст Бенгал           | 0:0 пен. 4:2         | ДКТ Міллс            |
| 1998    | Салгаокар            | 1:0                  | Мохун Баган          |
| 1999    | Салгаокар            | 1:0 дч               | Мохун Баган          |
| 2000-02 | турнір не проводився | турнір не проводився | турнір не проводився |
| 2003    | Махіндра Юнайтед     | 1:1 пен. 4:3         | Іст Бенгал           |
| 2004    | турнір не проводився | турнір не проводився | турнір не проводився |
| 2005    | Спортінг Клуб де Гоа | 3:0                  | Демпо                |
| 2006    | Іст Бенгал           | 2:1                  | Махіндра Юнайтед     |
| 2007    | Мохун Баган          | 4:0                  | Демпо                |
| 2008    | Демпо                | 1:0                  | Іст Бенгал           |
| 2009    | Мохун Баган          | 2:1                  | Черчілл Бразерс      |
| 2010    | Демпо                | 3:1                  | Іст Бенгал           |
| 2011    | Іст Бенгал           | 0:0 пен. 9:8         | Салгаокар            |

## Досягнення по клубам
| Клуб                 | Кількість перемог | Роки перемог     | Кількість фіналів | Роки поразок     |
| -------------------- | ----------------- | ---------------- | ----------------- | ---------------- |
| Іст Бенгал           | 3                 | 1997, 2006, 2011 | 3                 | 2003, 2008, 2010 |
| Демпо                | 2                 | 2008, 2010       | 3                 | 2005, 2007       |
| Мохун Баган          | 2                 | 2007, 2009       | 2                 | 1998, 1999       |
| Салгаокар            | 2                 | 1998, 1999       | 1                 | 2011             |
| Махіндра Юнайтед     | 1                 | 2003             | 1                 | 2006             |
| Спортінг Клуб де Гоа | 1                 | 2005             | -                 | -                |
| ДКТ Міллс            | -                 | -                | 1                 | 1997             |
| Черчілл Бразерс      | -                 | -                | 1                 | 2009             |